# 알렉세이 프로신
알렉세이 미하일로비치 프로신(러시아어: Алексе́й Миха́йлович Фросин, 1978년 2월 14일~)은 러시아의 전 펜싱 선수로 주 종목은 사브르이다. 2000년 하계 올림픽 남자 사브르 단체전에서 금메달을 획득했으며 세계 선수권 대회에서 금메달 3개, 동메달 3개를 획득했다.